# Гомис, Ален
Ален Гомис (фр. Alain Gomis; род. 6 марта 1972, Париж, Франция) — франко-сенегальский кинорежиссёр, сценарист и кинопродюсер. Лауреат и номинант многочисленных международных фестивальных и профессиональных кинонаград.

## Биография
Ален Гомис родился 6 марта 1972 году в Париже, где и провел детство. Его отец — сенегалец по национальности, мать — француженка. Гомис изучал историю искусства и получил степень магистра киноискусства в Сорбонне.
Режиссёрский дебютный фильм Алена Гомиса «Как человек» получил «Серебряного леопарда» на Международном кинофестивале в Локарно. Премьера его фильма «Андалузия» (2007) состоялась на Венецианском международном кинофестивале, а фильм «Сегодня» (2012) был показан в основном конкурсе Берлинского международного кинофестиваля.
В 2017 году вышел фильм Алена Гомиса «Фелисите», мировая премьера которого состоялась на 67-м Берлинском международном кинофестивале, где он принимал участие в главной конкурсной программе и был отмечен Гран-при жюри — Серебряным медведем. Лента была выдвинута от Сенегала на номинацию в категории Лучший фильм на иностранном языке на 90-ю церемонию премии «Оскар» и в декабре 2017 попала в шорт-лист номинантов.